# Pouts (Pyrénées-Atlantiques)
Pour les articles homonymes, voir Pouts.
Pouts est une ancienne commune française du département des Pyrénées-Atlantiques. Le 30 décembre 1844, la commune fusionne avec Ponson-Debat pour former la nouvelle commune de Ponson-Debat-Pouts.

## Géographie
Pouts est située à l'extrême est du département et à vingt-cinq kilomètres de Pau.

## Toponymie
Le toponyme Pouts apparaît sous les formes Lo Potz en 1402 (censier de Béarn) et 
Ponts (1793 ou an II et 1801, Bulletin des lois).

## Démographie
| 1793 | 1800 | 1806 | 1821 | 1831 | 1836 |
| ---- | ---- | ---- | ---- | ---- | ---- |
| 93   | 48   | -    | 99   | 115  | 112  |

## Culture et patrimoine

### Patrimoine civil
La commune présente un ensemble de fermes des XVIIIe et XIXe siècles.

### Patrimoine religieux
L'église Saint-Jean-Baptiste possède des parties datant du XVIIe siècle. C'est un édifice modeste, de plan rectangulaire, sans contreforts ni voûte. Son portail sud comporte un encadrement de marbre des Pyrénées installé en 1769. Elle est entourée par un petit cimetière clos de murs. À l'intérieur, sous le badigeon blanc qui recouvre les murs, un ensemble de peintures murales aux couleurs éclatantes, datant probablement du XVIIIe siècle a été récemment découvert.
Cette église recèle du mobilier inscrit à l'Inventaire général du patrimoine culturel.

## Pour approfondir